# Mesosfera (manto)

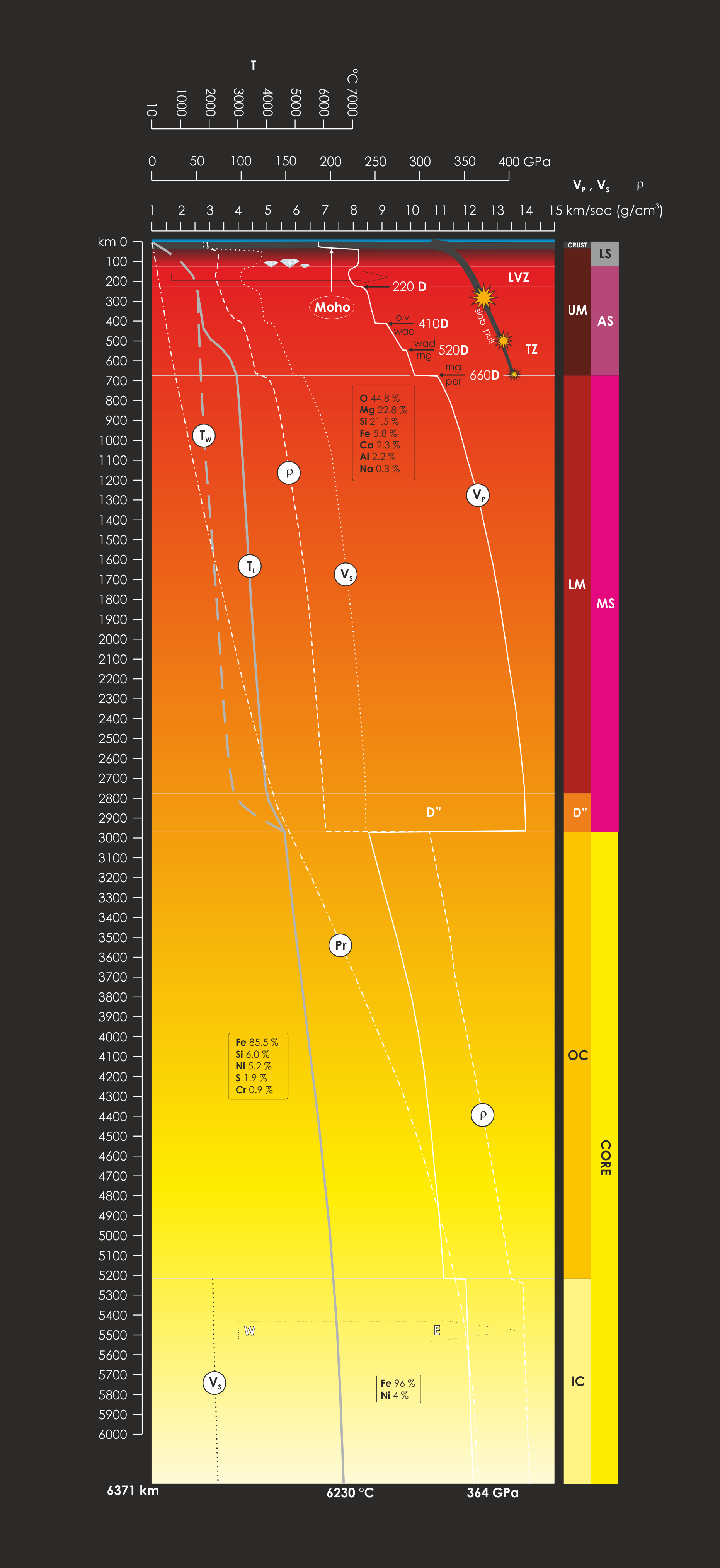
Representação gráfica das camadas terrestres, sendo o manto (de acordo com a escala lateral) as camadas UM (Upper mantle, Manto Superior) e LM (Lower mantle, Manto Inferior)

## Características
A mesosfera se estende desde a base da astenosfera até a fronteira com a endosfera tendo inicio nos 350 Km de profundidade e acabando aos 2900 Km possuindo uma grande espessura e sendo bastante densa com temperaturas que podem atingir 2000ºC.
Pegando partes do manto superior e a totalidade do manto inferior a mesosfera apresenta em sua parte mais externa uma zona pastosa com rigidez superior às rochas superficiais e em sua parte mais interna uma consistência semi-liquida devido ao aumento de temperatura e pressão.

## Participação nas correntes de convecção
A mesosfera possuí participação no processo de formação das correntes de convecção uma vez que está localizada em sua geosfera a zona de alta temperatura responsável por aquecer o magma gerando células de convecção que por sua vez irão subir até a astenosfera e ao se encontrarem com um material mais frio darão inicio ao processo de convecção responsável pelo tectonismo